# Frauenzell (Altusried)

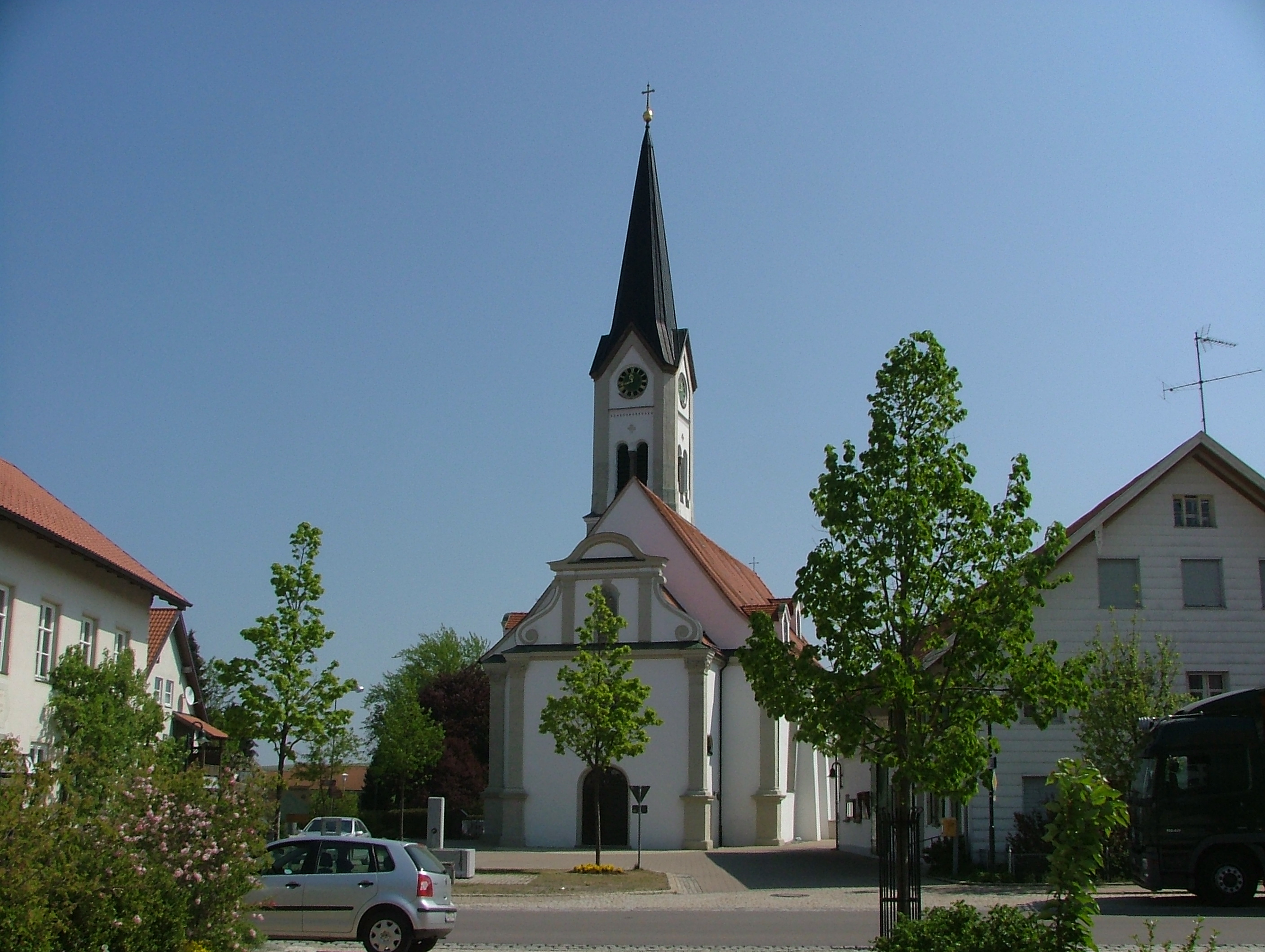
Die Ortsmitte von Frauenzell mit der Westfassade der barocken Pfarrkirche Mariä Himmelfahrt

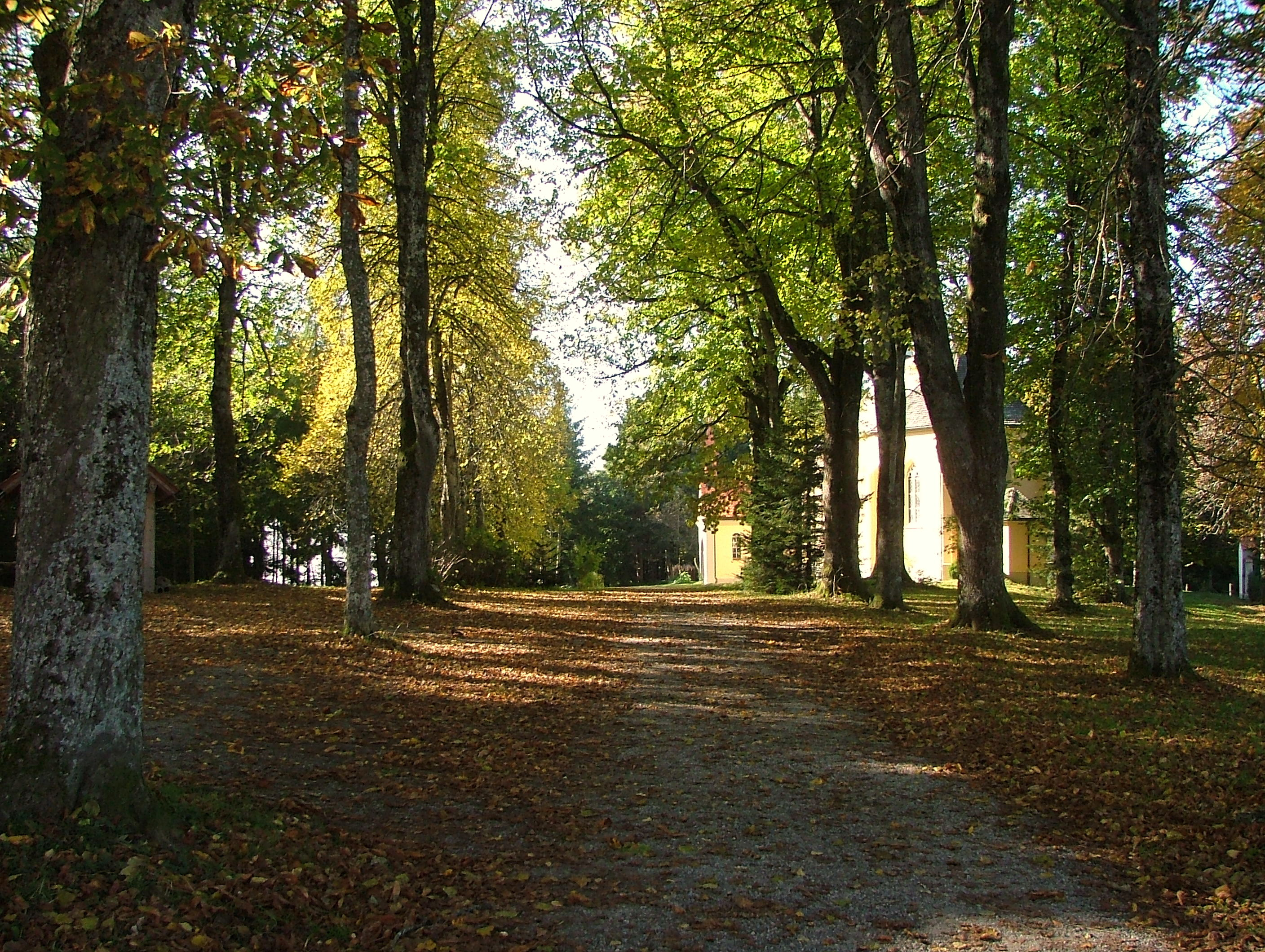
Die beiden Wallfahrtskapellen auf Gschnaidt

Frauenzell ist ein Gemeindeteil des Marktes Altusried im  Landkreis Oberallgäu in bayerischen Regierungsbezirk Schwaben und eine Gemarkung.

## Lage
Das Pfarrdorf liegt im Allgäu unweit der Landesgrenze zu Baden-Württemberg.
Die Gemarkung Frauenzell hat eine Fläche von 1300 Hektar und liegt vollständig im Gebiet der Marktgemeinde Altusried. Auf der Gemarkung liegen die Altusrieder Gemeindeteile Buch, Dürrenbach, Frauenzell, Gaggen, Gschnaidt, Hinterbrennberg, Katzenloh, Maggmannshofen, Osterberg, Rungatshofen, Vorderbrennberg und Walkenberg.

## Geschichte
Frauenzell wurde schon 855 als „Hupoldscelle“ bzw. „Hupoldescella“ (Zelle des Mönchs Hupold) im Urkundenbuch der Fürstabtei St. Gallen erwähnt. Später wandelte sich der Name in „Unserfrawenzelle“ (Unser Frauen Zelle), diese Bezeichnung nimmt wohl Bezug auf die kurzzeitige Niederlassung eines Frauenklosters oder auf ein Marienheiligtum. 1503 richtete das Fürststift Kempten in Frauenzell ein Dorfgericht ein. 1707 wurde mit dem Bau der markanten Pfarrkirche begonnen, der früher niedrigere Kirchturm wurde nach einem Brand im Jahr 1874 auf seine jetzige Höhe von 52 Metern erweitert.
Im Zuge der Gemeindegebietsreform wurde die Gemeinde Frauenzell am 1. Januar 1972 nach Altusried eingemeindet. Die Gemeinde Frauenzell hatte 1964 eine Fläche von 1300 Hektar und die zwölf Gemeindeteile Buch, Dürrenbach, Frauenzell, Gaggen, Gschnaidt, Hinterbrennberg, Katzenloh, Maggmannshofen, Osterberg, Rungatshofen, Vorderbrennberg und Walkenberg.

## Verkehr
Frauenzell ist über die Kreisstraßen OA 16 (in Richtung Muthmannshofen bzw. in Richtung Leutkirch–Hinznang) sowie OA 17 (in Richtung Leutkirch–Winterstetten) an das überörtliche Straßennetz angeschlossen und mit seinen Nachbarorten verbunden. Von Frauenzell führt eine Gemeindestraße über den Weiler Luttolsberg nach Leutkirch-Wuchzenhofen. Mit der Buslinie 66 der Verkehrsgemeinschaft Kempten besteht eine regelmäßige ÖPNV-Verbindung nach Kempten durch ein ortsansässiges Busunternehmen.

## Sehenswürdigkeiten
In der Ortsmitte befindet sich die barocke Kirche Mariä Himmelfahrt von 1709/1710. Sehenswert ist weiter das Gschnaidt, eine 880 m ü. d. M. gelegene Kuppe mit zwei Wallfahrtskapellen, ca. vier Kilometer östlich von Frauenzell. Die Gemeinde Frauenzell trug die beiden Gschnaidt-Kapellen in ihrem Wappen.
Siehe auch: Liste der Baudenkmäler in Frauenzell